# Reichsfluchtsteuer
Reichsfluchtsteuer ('Rijksvluchttaks') was een Duitse belastingwet uit 1931 die kapitaalvlucht naar het buitenland moest voorkomen. In nazi-Duitsland werd de wet vooral gebruikt om joodse emigranten en politieke tegenstanders financieel uit te buiten en te onteigenen.

## Invoering
Naar aanleiding van de crisis in de jaren dertig zag de Duitse regering streng toe op de uitwisseling van vreemde valuta, en de vrije stroom van kapitaal werd beperkt. Om kapitaalexport te ontmoedigen, werd de Reichsfluchtsteuer ingevoerd. De wet werd in 1931 ingesteld door de regering van Heinrich Brüning. Emigranten die meer dan 200.000 Reichsmark bezaten of een jaarinkomen hadden dat hoger lag dan 20.000 Reichsmark, moesten bij hun vertrek uit de Weimarrepubliek een kwart van hun vermogen inleveren. Nadat zij aan de belasting hadden voldaan, mochten zij het land verlaten.
De wet werd aanvankelijk ingevoerd voor de periode van een jaar. Reichskanzler Kurt von Schleicher verlengde de wet in 1932 met twee jaar.

## Nazi-Duitsland
Na de machtsovername door Adolf Hitler in 1933 werden de regels rond de Reichsfluchtsteuer verscherpt. Het hoofd van het Reichsfinanzministerium (Reichsministerie van Financiën) Kurt Zülow rechtvaardigde de verscherping vanwege de grote vlucht van joden en politieke tegenstanders. De ondergrens van belastbare activa werd in mei 1934 verlaagd van 200.000 naar 50.000 Reichsmark. Ook als er een vermoeden bestond dat de persoon naar het buitenland zou vertrekken, omdat de persoon bijvoorbeeld een paspoortaanvraag deed, werd er belasting geheven.
Met name joden en politieke tegenstanders werden door de maatregelen getroffen. In 1933 verkreeg de Duitse staat 17 miljoen Reichsmark uit deze belasting, in 1938 was dit opgelopen tot  342 miljoen Reichsmark. Hiervan was 90% afkomstig van personen die om religieuze of raciale redenen het land hadden verlaten.
Als personen het land verlieten zonder de belasting te betalen, werden de achtergebleven bezittingen geconfisqueerd. Vervolgens werd hun naam gepubliceerd in de Reichsanzeiger en het Reichssteuerblatt. Als de persoon vervolgens naar Duitsland zou terugkeren, werd die gearresteerd en berecht. Het was voor de emigrant niet altijd mogelijk de belasting te betalen, aangezien rekeningen door de Gestapo werden geblokkeerd waardoor bankoverschrijvingen niet mogelijk waren. In sommige gevallen konden personen niet aan de belasting voldoen, omdat zij bezittingen zoals onroerend goed niet snel genoeg liquide konden maken.
In 1942 ontstond het plan dat joden die naar getto's en vernietigingskampen werden overgebracht tevens de Reichsfluchtsteuer moesten betalen. Hiermee werd door de staat 46 miljoen Reichsmark verdiend.

## Opheffing
De Reichsfluchtsteuer werd met de wet van 23 juli 1953 formeel ingetrokken.